# Parapsyche extensa
Parapsyche extensa là một loài Trichoptera trong họ Hydropsychidae. Chúng phân bố ở miền Tân bắc.